# Års Idrætsklubs 25 års Jubilæum og Indvielsesfest søndag d. 23 august 1925
|  | Denne artikel er oprettet af botten Steenthbot ud fra en ekstern database. Den kan derfor have sproglige fejl eller mangler. Denne skabelon kan fjernes efter kontrol af indholdet. |

Års Idrætsklubs 25 års Jubilæum og Indvielsesfest søndag d. 23 august 1925 er en dansk dokumentarisk optagelse fra 1929.

## Handling
Års Idrætsklubs 25-års jubilæum og indvielsesfest søndag den 23. august 1925. En masse mennesker strømmer ud fra klubhuset. Optagelser fra byen, blandt andet foran biografen, en karruseltur og indgangen til erhvervsudstillingen, mennesker på gaderne i Aars, forretninger. Erhvervsudstillingen finder sted i dagene 16.-23. juni 1929. Til slut ses et par, der fodrer en svane.